# Журавлиний заказник (Сумська область)
Журавли́ний зака́зник — орнітологічний заказник загальнодержавного значення в Україні. Розташований у межах Сумського району Сумської області, біля смт Низи, що на південь від міста Суми.

## Опис
Площа 258 га. Заснований 1982 року. Перебуває у віданні ДП «Сумське лісове господарство» (Низівське л-во, кв. 41, 48, 57, 62, 69).
Створений на території Низівського лісництва з метою охорони постійних місць гніздування рідкісного в Україні птаха — сірого журавля, занесеного до Червоної книги України.
Територія заказника є резерватом не тільки для популяції журавля сірого, але й для багатьох інших рідкісних видів тварин і рослин. В долині річки Псла зелені луки заказника чергуються з важкодоступними сфагновими болотами. Віковий дубово-сосновий лісовий масив, що прилягає до заболочених ділянок заплави Псла, є резерватом типових лісових біоценозів заплави. Тут можна натрапити на рослини, що занесені до списку регіонально рідкісних видів: півники сибірські, синюху блакитну, плаун булавовидний, валеріану лікарську, а також червонокнижні любку дволисту, пальчатокорінник травневий, косарики болотні.
Серед представників фауни, занесених до Червоної книги, у Журавлиному заказнику мешкають жук-олень, махаон, джміль моховий, соня садова, лелека чорний, лунь польовий, сорокопуд сірий. На багатих кормами луках, болотах і в лісах заказника водяться сарна європейська, свиня дика, куниця лісова.